# Râul Slănic de Răzvad
Râul Slănic de Răzvad este un curs de apă, afluent al râului Ialomița. 